# Adel Bagrou
Adel Bagrou est une ville et une commune du sud-est de la Mauritanie, située dans la région de Hodh Ech Chargui, à la frontière avec le Mali.

## Démographie
Lors du recensement de 2000, Adel Bagrou comptait 36 007 habitants.